# San Cristóbal (volcan)
Pour les articles homonymes, voir San Cristóbal.
Le San Cristóbal, en espagnol Volcán San Cristóbal, est un volcan du Nicaragua. Culminant à 1 745 mètres d'altitude, c'est le volcan le plus élevé et l'un des plus actifs du pays. Il domine la municipalité de Chichigalpa, dans le département de Chinandega.
Il fait partie d'un complexe volcanique de cinq volcans dont il occupe le centre et qui comprend également le Chonco à l'ouest, le Moyotepe au nord-est ainsi que le Casita et la Pelona à l'est. Le complexe est l'une des 78 aire protégées au Nicaragua.
Le San Cristobal rejette en permanence une grande quantité de gaz volcaniques et de vapeur d'eau.